# Lotte Stoops

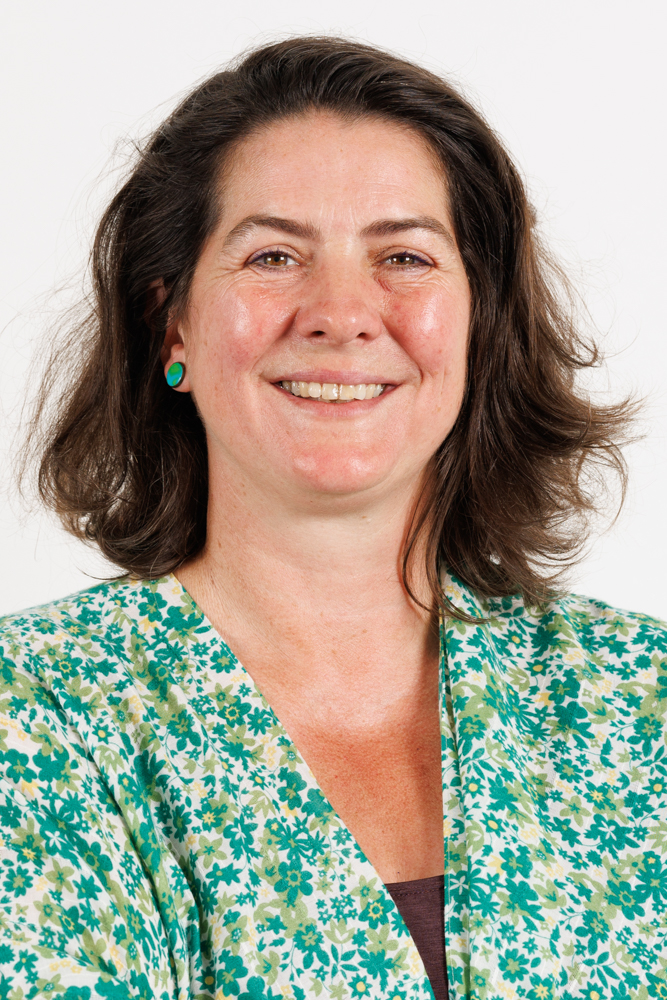
Lotte Stoops

Lotte Stoops (Turnhout, 30 december 1975) is een Belgisch kunstenares, documentairemaakster en politica voor Groen.

## Levensloop
Stoops studeerde in 1998 af als licentiaat in de theater- en filmwetenschappen aan de Universiteit Gent. Haar laatste studiejaar verbleef ze in de Italiaanse stad Bologna. Daarna vestigde ze zich in Brussel. Ze is moeder van een dochter en een zoon.
Ze creëerde meerdere werken voor het theater en deed interventies en performances in de openbare ruimte, waarin ze experimenteerde met audiovisueel materiaal. Ook werkte ze met kinderen in crisissituaties en leidde van 2000 tot 2019 vzw Public, een burgerinitiatief tot versterking van de sociale cohesie in de arme Kanaalzone van Brussel. Tevens werd ze actief als documentairemaakster.
Sinds december 2018 is Stoops voor Groen gemeenteraadslid van Brussel. In de gemeenteraad werd ze tot december 2024 voorzitter van de gezamenlijke Ecolo-Groen-fractie. 
Bij de verkiezingen van mei 2019 werd ze verkozen in het Brussels Hoofdstedelijk Parlement. Ze was er van 2019 tot 2024 secretaris. Als Brussels Parlementslid zette ze zich in voor kunstenaars in het Brussels Gewest, meer groen, minder lawaai en meer gelijke kansen voor vrouwen. Ze werd lid van de commissie Leefmilieu en Energie en van het adviescomité voor Gelijke Kansen, in 2020 herdoopt tot de commissie Gelijke Kansen en Vrouwenrechten. Vanuit haar mandaat in het Brussels Parlement werd ze tevens lid van de Raad van de Vlaamse Gemeenschapscommissie, het parlement van de Nederlandstalige leden van het Brussels parlement, waar ze lid was van de commissie Leefmilieu en Gelijke Kansen en voorzitter was van de commissie Cultuur, Jeugd en Sport.
In juni 2024 werd Stoops herkozen. Kort na de verkiezingen werd ze aangesteld tot voorzitter van de Raad van de Vlaamse Gemeenschapscommissie. Ook werd ze eerste ondervoorzitter in het Brussels Hoofdstedelijk Parlement. In het Brussels Parlement werd Stoops voorts voorzitter van de commissie Territoriale Ontwikkeling en lid van de commissie Leefmilieu en Energie en in de Raad van de Vlaamse Gemeenschapscommissie voorzitter van de commissie Algemene Zaken, Financiën, Begroting en Stedelijk Beleid en lid van de commissies Cultuur, Jeugd en Sport en Welzijn, Gezondheid en Gezin.